# Dans un autre monde (La Reine des neiges 2)
 (avril 2020).
Si vous disposez d'ouvrages ou d'articles de référence ou si vous connaissez des sites web de qualité traitant du thème abordé ici, merci de compléter l'article en donnant les références utiles à sa vérifiabilité et en les liant à la section « Notes et références ».
Into The Unknown
Pour les articles homonymes, voir Dans un autre monde.
Dans un autre monde, Into The Unknown en version originale, est une chanson interprétée par Idina Menzel et Aurora pour le film d'animation La Reine des neiges 2 (Frozen 2). La musique et les paroles ont été composées par Kristen Anderson-Lopez et Robert Lopez. La chanson a été nommée pour l'Oscar de la meilleure chanson originale, le Critic's Choice Movie Award de la meilleure chanson originale, le Golden Globe de la meilleure chanson originale et le Satellite Award de la meilleure chanson originale, mais a perdu chaque fois face à (I'm Gonna) Love Me Again de Rocketman.

## Production
Anderson-Lopez et Lopez, qui ont écrit les chansons du premier film d'animation La Reine des neiges en 2013, sont chargés d'écrire celles du second film. Ils ont également contribué au développement de l'histoire aux côtés de Chris Buck, Jennifer Lee, et Marc E. Smith. Lorsqu'une base de l'intrigue est apparue, Anderson-Lopez et Lopez décidèrent des moments où des chansons seraient utilisées pour face avancer l'histoire. Ils avaient besoin d'une chanson marquant un événement majeur pour Elsa. Ils avaient initialement écrit une chanson appelée Je cherche la vérité (I Seek The Truth). À ce moment-là, l'idée qu'Elsa entende et suive une voix mystérieuse n'avait pas encore été introduite. Quand cet aspect de l'intrigue est développé, ils revoient la scène et écrivent Dans un autre monde. Idina Menzel chante cette chanson pour la première fois dans sa loge, dans les coulisses d'un spectacle Off-Broadway, quand Anderson-Lopez et Lopez apportent un clavier pour l'accompagner avec la musique.

## Contexte
« C'est un hymne auquel les enfants, et les adultes, peuvent s'identifier - cette sensation d'être appelé à faire quelque chose, sans savoir ce que c'est, ni où ça vous mènera… Cette chanson dit en quelque sorte « Suis cet appel » ».
— Clark Spencer, président de Walt Disney Animation Studios, Los Angeles Times

« It's an anthem that kids, and adults, can really relate to - that sense of, you're being called to go do something, but you don't know what it is or where it's going to lead you ... It sort of says, ‘Follow your calling.' »
— Clark Spencer, president of Disney Animation Studios, Los Angeles Times

Cette chanson est « le numéro phare » d'Elsa, et met bien en évidence cet appel, cette sirène que l'on retrouve tout au long du film. La mélodie de l'appel en question provient de la séquence médiévale en latin Dies iræ, mais est chantée d'une manière inspirée par le type de musique scandinave « kulning ».
Dans l'intrigue, la chanson détaille le conflit intérieur d'Elsa, qui doit décider de quitter Arendelle ou non, pour aller trouver la source de cette voix mystérieuse qu'elle ne cesse d'entendre.

## Versions internationales
Lors de sa sortie au cinéma, le film comptait 47 doublages, avec 46 différentes versions de la chanson Into The Unknown en tout : la version chantée par Charlotte Hervieux est utilisée à la fois pour la version sortie en France et celle sortie au Québec, bien que le reste du doublage soit différent. 
Parmi les doublages sortis, une version en tamoul, en télougou et en same du Nord sont enregistrées pour La Reine des neiges 2, ce qui n'avait pas été le cas pour le premier film. Comme pour Vaiana : La Légende du bout du monde avec les versions tahitienne, maori et hawaïenne, la version de la chanson en same du Nord a été enregistrée à titre exceptionnel spécialement pour le film, étant donné que le film s'inspire fortement de la culture same,.
Comme cela était déjà le cas pour La Reine des neiges, l'actrice et chanteuse néerlandaise Willemijn Verkaik a incarné la voix chantée allemande d'Elsa et doublé intégralement en néerlandais le rôle d'Elsa, tandis que la chanteuse espagnole Gisela a interprété la voix chantée d'Elsa en catalan et en espagnol. 
Le 13 décembre, une vidéo de la chanson en plusieurs langues comportant 29 des 47 versions existantes est publiée sur la chaîne de Disney Vevo sur YouTube.
Le 9 février 2020, Idina Menzel et Aurora chantent cette chanson en direct à l'occasion de la 92e cérémonie des Oscars, avec neuf des chanteuses des versions en langues étrangères : Maria Lucia Heiberg Rosenberg en danois, Willemijn Verkaik en allemand, Takako Matsu en japonais, Carmen Sarahí en espagnol d'Amérique latine, Lisa Stokke en norvégien, Kasia Łaska en polonais, Anna Buturlina en russe, Gisela en espagnol européen et Gam Wichayanee en thaïlandais. Charlotte Hervieux, voix française d'Elsa a annoncé avoir été contactée, mais a du décliner l'invitation, faute d'emploi du temps.
| Into the Unknown dans le monde | Into the Unknown dans le monde           | Into the Unknown dans le monde                                              | Into the Unknown dans le monde      |
| Langue                         | Artiste                                  | Titre                                                                       | Traduction                          |
| ------------------------------ | ---------------------------------------- | --------------------------------------------------------------------------- | ----------------------------------- |
| Arabe                          | نسمة محجوب (Nesma Mahgoub)               | في طريق مجهول (Fi tariq majhul)                                             | Dans une voie inconnue              |
| Bulgare                        | Надежда Панайотова (Nadezhda Panayotova) | Към незнаен свят (Kŭm neznaen svyat)                                        | Vers un monde inconnu               |
| Cantonais                      | 王嘉儀 (Sophy Wong)                      | Into the unknown                                                            | Dans l'inconnu                      |
| Catalan                        | Gisela                                   | Un lloc secret                                                              | Un endroit secret                   |
| Croatie                        | Nataša Mirković [de]                     | U tajnovit svijet                                                           | Dans un monde mystérieux            |
| Tchèque                        | Monika Absolonová                        | Do neznáma dál                                                              | Vers l'inconnu                      |
| Danois                         | Maria Lucia Heiberg Rosenberg            | Ud i ukendt land                                                            | En terre inconnue                   |
| Néerlandais                    | Willemijn Verkaik                        | Een onbekend oord                                                           | Un endroit inconnu                  |
| Anglais                        | Idina Menzel                             | Into the unknown                                                            | Dans l'inconnu                      |
| Estonien                       | Hanna-Liina Võsa [et; es]                | Tundmatuse teel                                                             | Vers l'inconnu                      |
| Finlandais                     | Katja Sirkiä [fi]                        | Tuntemattomaan                                                              | Vers l'inconnu                      |
| Flamand                        | Elke Buyle                               | Als ik je nu volg                                                           | Si je te suis maintenant            |
| Français                       | Charlotte Hervieux                       | Dans un autre monde                                                         | Dans un autre monde                 |
| Allemand                       | Willemijn Verkaik                        | Wo noch niemand war                                                         | Là où personne n'est allé           |
| Grec                           | Σία Κοσκινά (Sía Koskiná) [el]           | Στ' άγνωστο να 'ρθω (St' áynosto na 'rtho)                                  | Pour venir à l'inconnu              |
| Hébreu                         | מונה מור (Mona Mor)                      | אל עבר הסוד (El ever hasod)                                                 | Vers le secret                      |
| Hindi                          | सुनिधि चौहान (Sunidhi Chauhan)                | अनजान जहाँ (Anjaan jahaan)                                                     | Inconnu où                          |
| Hongrois                       | Nikolett Füredi [hu]                     | Messze hívó szó                                                             | Un mot tiré par les cheveux         |
| Indonésien                     | Mikha Sherly Marpaung                    | Ke tempat yang tak dikenal                                                  | Vers un endroit inconnu             |
| Islandais                      | Ágústa Eva Erlendsdóttir                 | Inn á nýja braut                                                            | Dans une nouvelle voie              |
| Italien                        | Serena Autieri                           | Nell'ignoto                                                                 | Dans l'inconnu                      |
| Japonais                       | 松たか子 (Takako Matsu)                  | イントゥ・ジ・アンノウン ～ 心のままに (Intū ji announ ~ Kokoro no mama ni) | Dans l'inconnu ~ Laissez votre cœur |
| Kazakh                         | Гүлсім Мырзабекова (Gúlsim Myrzabekova)  | Белгісіздікке (Belgisizdikk)                                                | Incertitude                         |
| Coréen                         | 박혜나 (Park Hyena) [ko]                 | 숨겨진 세상 (Sumgyeojin sesang)                                             | Ce Monde caché                      |
| Letton                         | Jolanta Strikaite                        | Nezināmajā                                                                  | Dans l'inconnu                      |
| Lithuanien                     | Girmantė Vaitkutė [lt]                   | Ten kur nežinia                                                             | Où je ne sais pas                   |
| Mandarin (Chine)               | 胡维纳 (Hú Wéi-Nà; Jalane Hu) [cmn]      | 寻找真相 (Xún zhǎo zhēn xiāng)                                              | Trouvez la vérité                   |
| Mandarin (Taiwan)              | 蔡永淳 (Tsai Yung-Chun)                  | 向未知探索 (Xiàng wèizhī tànsuǒ)                                            | Explorez l'inconnu                  |
| Norvégien                      | Lisa Stokke                              | I ukjent land                                                               | En terre inconnue                   |
| Polonais                       | Kasia Łaska                              | Chcę uwierzyć snom                                                          | Je veux croire aux rêves            |
| Portugais (Brésil)             | Taryn Szpilman [pt]                      | Minha intuição                                                              | Mon intuition                       |
| Portugais (Europe)             | Ana Margarida Encarnação                 | Muito mas além                                                              | Bien au-delà                        |
| Roumain                        | Dalma Kovács                             | În necunoscut                                                               | Dans l'inconnu                      |
| Russe                          | Анна Бутурлина (Anna Buturlina)          | Вновь за горизонт' ('Vnov za gorizont)                                      | À nouveau à l'horizon               |
| Sámi                           | Marianne Pentha                          | Amas mu vuordá                                                              | L'inconnu m'attend                  |
| Serbe                          | Јелена Гавриловић (Jelena Gavrilović)    | Мени незнано (Meni neznano)                                                 | C'est inconnu pour moi              |
| Slovaque                       | Andrea Somorovská                        | Do neznáma ísť                                                              | Aller vers l'inconnu                |
| Slovène                        | Nuška Drašček Rojko [sl]                 | Nekam daleč stran                                                           | Quelque part au loin                |
| Espagnol (Europe)              | Gisela                                   | Mucho más allá                                                              | Bien au-delà                        |
| Espagnol (Amérique latine)     | Carmen Sarahí                            | Mucho más allá                                                              | Bien au-delà                        |
| Suédois                        | Annika Herlitz                           | In i en ny värld                                                            | Dans un nouveau monde               |
| Tamoul                         | சுருதி ஹாசன் (Shruti Haasan)                  | இழுக்கும் மாயோள் (Izhukkum maayoll)                                                | Tes paroles enchanteresse           |
| Télougou                       | ర-మ్య బెహరా (Ramya Behara) [te]             | నీ మాయవల్లో (Nee maaya val lo)                                                  | Dans ta magie                       |
| Thaï                           | วิชญาณี เปียกลิ่น (Wichayanee Pearklin)       | ดินแดนที่ไม่รู้ (Dindaen Thi Mai Ru)                                              | Terre inconnue                      |
| Turc                           | Begüm Günceler                           | Meçhule doğru                                                               | Vers l'inconnu                      |
| Ukrainien                      | Шаніс (Shanis)                           | У незнане знов (U neznane znov)                                             | Dans l'inconnu, à nouveau           |
| Vietnamien                     | Tiêu Châu Như Quỳnh                      | Nơi hư vô lạc lối                                                           | Nulle part ne s'égare               |

## Réception

### Accueil des critiques
La chanson est présentée au public comme étant le Libérée, Délivrée de La Reine des Neiges 2. Slate dit que la chanson est « conçue pour susciter la même euphorie du conflit intérieur suivi d'une libération cathartique ». The Daily Telegraph suggère que la chanson possède les mêmes qualités et le même dynamisme que la première, mais que seul le temps pourra dire si les jeunes fans des films le considèreront comme un hit. 

### Nominations
| Prix                                                     | Catégorie                                               | Résultat |
| -------------------------------------------------------- | ------------------------------------------------------- | -------- |
| Oscars                                                   | Meilleure chanson originale                             | Nommée   |
| Critics' Choice Awards                                   | Meilleure chanson originale                             | Nommée   |
| Denver Film Critics Society                              | Meilleure chanson originale                             | Nommée   |
| Georgia Film Critics Association                         | Meilleure chanson originale                             | Nommée   |
| Gold Derby Awards                                        | Meilleure chanson                                       | Nommée   |
| Golden Globe Awards                                      | Meilleure chanson originale                             | Nommée   |
| Hawaii Film Critics Society                              | Meilleure chanson                                       | Nommée   |
| Hollywood Critics Association                            | Meilleure chanson originale                             | Nommée   |
| Houston Film Critics Society                             | Meilleure chanson originale                             | Nommée   |
| Iowa Film Critics Awards                                 | Meilleure chanson                                       | Nommée   |
| Latino Entertainment Journalists Association Film Awards | Meilleure chanson écrite pour un film d'animation       | Nommée   |
| Music City Film Critics Association Awards               | Meilleure chanson originale                             | Nommée   |
| Online Film & Television Association                     | Meilleure musique, meilleure chanson originale          | Nommée   |
| Phoenix Film Critics Society Awards                      | Meilleure chanson originale                             | Gagné    |
| Satellite Awards                                         | Meilleure chanson originale                             | Nommée   |
| Society of Composers and Lyricists Awards                | Chanson originale exceptionnelle pour média audiovisuel | Nommée   |

## Classements

### Classement hebdomadaire
| Hit-parade (2019–2020)                                | Classement le plus haut |
| ----------------------------------------------------- | ----------------------- |
| Australia Digital Tracks (ARIA)                       | 32                      |
| Belgique (Ultratip Flanders)                          | 15                      |
| Canada (Canadian Hot 100)                             | 39                      |
| Hong Kong (Metro Radio)                               | 1                       |
| Irlande (IRMA)                                        | 31                      |
| Japon (Japan Hot 100)                                 | 41                      |
| Japan Hot Overseas (Billboard)                        | 3                       |
| Malaisie (RIM)                                        | 7                       |
| New Zealand Hot Singles (RMNZ)                        | 4                       |
| Écosse (Official Charts Company)                      | 12                      |
| Singapour (RIAS)                                      | 5                       |
| Corée du Sud (Gaon)                                   | 2                       |
| Taïwan (KKBox Top International Weekly Singles Chart) | 1                       |
| UK Singles (Official Charts Company)                  | 19                      |
| US Billboard Hot 100                                  | 46                      |
| US Kid Digital Songs Sales (Billboard)                | 1                       |
| US Rolling Stone Top 100                              | 22                      |

## Version de Panic! at the Disco
La plupart des versions du film en langue étrangère ont choisi de mettre la version de la chanson interprétée par le groupe de rock américain Panic! at the Disco pour les crédits de fin. Cependant, 12 autres versions de la chanson existent en plus de l'originale. La version japonaise et coréenne (Kim Tae-yeon ) opté pour deux femmes vocalistes, alors que la version en mandarin pour la Chine est chantée par un chœur. Les versions en hindi, tamoul et télougou sont toutes enregistrées par Nakul Abhyankar, un chanteur indien, qui double aussi le personnage de Kristoff en tamoul et télougou, et qui chante dans ces trois langues la chanson J'ai perdu le Nord (titre original: Lost in the Woods).